# حادثه ایکه‌دایا
حادثه ایکه‌دایا (به ژاپنی: 池田屋事件 Ikedaya jiken) حادثه ای بود که در ۸ ژوئیه سال ۱۸۶۴ در کیوتو به وقوع پیوست. در این حادثه اعضای گروه شیشی که در مسافرخانه ای در کیوتو جمع شده بودند مورد حمله شین سن گومی که طرفداران شوگون‌سالاری توکوگاوا بودند، قرار گرفتند.
کسانی که مورد حمله شینسنگومی قرار گرفتند هدفشان مقابله با شوگون‌سالاری توکوگاوا و طرفداری از سون‌نو جوای (حرمت‌گزاری به امپراتور، اخراج اجنبی) بود و بیشتر از رونین‌های قلمروهای جنوبی کشور و اهالی قلمروی چوشو بودند. ادعا شده است که این گروه قصد داشتند در روز جشن کیوتو را به آتش بکشند.

## زمینه
در پایان دوره ادو، کیوتو سامورایی‌های بیکار (رونین‌ها) که وفاداری‌های مختلفی داشتند را به خود جلب کرد. کسانی از قلمروهای چوشو و توسا به شدت تحت تأثیر فلسفه سوننو جوئی (احترام به امپراتور، اخراج بربرهای خارجی) قرار گرفتند و از خارج کردن غرب از ژاپن با توسل به زور حمایت می‌کردند. امپراتور کومی و قلمروی آیزو و قلمروی ساتسوما، جناح کوبو گاتای یا میانه‌روها و اتحاد و هماهنگی بین قدرت شوگون‌سالاری و امپراتور ژاپن را ترجیح می‌دادند. باکوفو سعی در حفظ قدرت متمرکز خود داشت. در این هرج و مرج سیاسی، رونین‌ها از جناح‌های مختلف شروع به ترور یکدیگر کرد. باکوفو گروه‌هایی از رونین‌ها از جمله شینسنگومی را سازماندهی کرد و آنها را به دستگیری یا قتل (در صورت مقاومت در برابر دستگیری) شیشی‌ها یا طرفداران سون‌نو جوای (حرمت‌گزاری به امپراتور، اخراج اجنبی) موظف کرد.
شیشی‌ها از مسافرخانه ایکه‌دایا به عنوان پایگاه نیروهای خود استفاده می‌کردند. شینسنگومی یکی از شیشی‌ها را به نام فوروتاکا شونتارو 古高俊太郎، یکی از اعضای یک گروه ضد شوگون‌سالاری را دستگیر کرد و دستگیری فوروتاکا منجر به حادثه ایکه‌دایا شد. گفته شده که روش بازجویی توسط معاون فرمانده شینسنگومی، هیجی‌کاتا توشیزو بسیار وحشیانه بوده است، هرچند که به نظر می‌رسد که این گفته تا حد زیادی بدون راستی‌آزمایی باشد. گفته شده که هیجی‌کاتا توشیزو هنگامی‌که با سکوت و بی‌پاسخی زندانی مواجه شده است، هیجی‌کاتا را از ناحیه مچ پا معلق کرده و وی را به طرز وحشیانه‌ای شکنجه کرده است. این زندانی سرانجام اظهار کرده که آنها قصد داشتند کیوتو را آتش بزنند و ماتسودایرا کاتاموری، دایمیوی قلمروی آیزو را که وظیفه او ریاست پلیس کیوتو به نام کیوتو شوگوشوکو در آن زمان بوده را اسیر کنند. در نظریه دیگری، فوروتاکا اظهار داشته که قصد داشته شاهزاده ناکاگاوانومیا را با کمک کاوامورا هانزو و اوتاکا ماتاجیرو بسوزاند. همچنین، وی اظهار داشته که بسیاری از افراد قلمروی چوشو در خیابان گیون پنهان شده‌اند؛ بنابراین فوریت وضعیت را نشان داده، کوندو ایسامی (فرمانده شینسنگومی) گروهی از سربازان شینسنگومی را برای دستگیری شیشی‌ها به مسافرخانه هدایت کرد. گروه دوم، به سرپرستی هیجی‌کاتا توشیزو (معاون فرمانده شینسنگومی)، اندکی پس از آن وارد شدند.
مورخان اظهار تردید می‌کنند که آیا شیشی‌ها واقعاً برای آتش زدن کیوتو آماده می‌شدند یا خیر. این ادعاها بر اساس اعتراف یک زندانی (فوروکاتا) تحت شکنجه مطرح شده و فقط در سوابق باکوفو وجود دارد. به دلیل دستگیری فوروتاکا، افرادی از قلمروی چوشو تصمیم گرفتند در مسافرخانه ایکه‌دایا جمع شوند و سعی کردند اقدامات متقابل انجام دهند. برخی از آنها فکر می‌کردند که باید به پادگان شین‌سن‌گومی حمله کنند و فوروتاکا را آزاد کنند. با این حال، تقریباً همه به استفاده از تدبیر موافقت کردند. یوشیدا توشیمارو و میابه تیزو تصمیم گرفتند جلسه ای ترتیب دهند تا کسانی که می‌خواهند فوراً اقدام کنند، تصمیم خود را تغییر دهند و با احتیاط رفتار کنند. کیدو تاکایوشی که در ایکه‌دایا بود سال‌ها بعد ادعا کرد که آنها فقط برای گفتگو در مورد نجات فوروکاتا از شینسنگومی دیدار کرده بودند. اینکه آیا هیجی‌کاتا توشیزو در واقع چنین روش بازجویی بی رحمانه ای را به کار گرفته است یا نه، نیز مورد تردید است، زیرا گزارش‌های ضد و نقیضی از افراد حاضر در آنجا (مانند ناگاکورا شینپاچی) وجود دارد. عقیده ای وجود دارد که اگر هیجی‌کاتا توشیزو واقعاً فوروکاتا را تااین حد شکنجه می‌کرد، فوروکاتا حتماً غش می‌کرد و نمی‌توانست اعتراف (قانون) کند. به نظر می‌رسد برخی از داستان‌های مشهور مانند رمان ای شمشیر، بسوزان (رمانی از شیبا ریوتارو) نقش بالقوه هیجی‌کاتا توشیزو را نادیده می‌گیرند.

## پیکار
حادثه ایکه‌دایا یک روز قبل از جشن گیئون اتفاق افتاد. شینسنگومی حدود ۲۰ مکان مخفی شیشی‌ها را می‌دانست و آنها جستجوی شیشی‌ها را حدود ساعت ۷ عصر شروع کردند.
در مجموع ۳۴ نفر در شین‌سن‌گومی به این حادثه پیوستند. آنها به دو گروه تقسیم شدند. گروه کوندو ۱۰ نفری و گروه هیجی‌کاتا توشیزو ۲۴ نفر بودند. به‌علاوه، گروه هیجی‌کاتا به دو گروه تقسیم شدند. طوری طراحی شده بود که بتوانند انعطاف‌پذیر عمل کنند. در ایکه‌دایا، حدود ۲۰ نفر از قلمرو چوشو بودند.
به‌طور کلی، شناخته شده است که این حادثه در تاریکی اتفاق افتاد، اما در واقع، مکان نسبتاً روشن بود. کوندو ایسامی سعی کرد شیشی‌ها را به پایین آمدن به طبقه اول وادار کند زیرا چراغی وجود داشت که پایین راهرو را روشن می‌کرد. معمولاً اعتقاد بر این است که بیش از ۲۰ عضو گروه هیجی‌کاتا به یک باره هجوم آوردند، اما طبق گفته کوندو، اعضای گروه هیجی‌کاتا یکی پس از دیگری به ایکه‌دایا رسیدند. کوندو نوشت که زمان نبرد حدود دو ساعت بود و حدود ساعت ۱۲ به پایان رسید.
در یک مقطع، شینسنگومی‌ها تنها ایسامی کوندو و شینپاچی ناگاکورا  را در کنار خود داشتند، اما با رسیدن نیروهای هیجی‌کاتا توشیزو، روند نبرد به نفع آنها تغییر کرد و آنها استراتژی خود را از "کشتن آنها" به "اسیر کردن آنها" تغییر دادند. آنها به نه کشته و چهار اسیر دست یافتند. نیروهای کمکی از قلمرو آیزو و قلمرو کووانا پس از نبرد از راه رسیدند.
چندین عضو سوننو-جوئی از این نبرد فرار کردند، اما در حمله صبح روز بعد به شهر، شینسنگومی با قلمرو آیزو و کووانا همکاری کردند و بیش از ۲۰ نفر را اسیر کردند. این حمله نیز به نبردی شدید تبدیل شد که در آن پنج عضو قلمرو آیزو، چهار عضو قلمرو هیکونه و دو عضو قلمرو کووانا فوراً کشته شدند.
دو نظریه دربارهٔ کیدو تاکایوشی در مورد اینکه کجا بود یا چه کاری در زمان حادثه انجام می‌داد وجود دارد. یکی این که او هنگام وقوع حادثه در ایکه‌دایا بود. با این حال، او بلافاصله با دویدن از پشت بام فرار کرد و وارد عمارت اربابی تسوشیما شد، بنابراین زنده ماند. نظریه دوم این است که قبل از وقوع حادثه، او به ایکه‌دایا رفت، اما متوجه شد که هیچ‌کس آنجا نیست؛ بنابراین، او فکر کرد که بعداً برگردد. او در عمارت اربابی تسوشیما اقامت داشت که حادثه رخ داد.
سوگی‌یاما ماتسوسوکه ja:杉山松助 که در عمارت اربابی چوشو بود، وقتی خبر این حادثه را شنید نگران کیدو تاکایوشی (نام در آن زمان کوگورو کاتسورا) شد و سعی کرد به ایکه‌دایا برود. با این حال، او در راه ایکه‌دایا با حمله‌کنندگان روبرو شد و از ناحیه بازو به شدت زخمی شد و به عمارت اربابی چوشو بازگشت. او روز بعد در اثر جراحات مرد.
بیش از نیمی از شیشی‌ها از ورودی عقب فرار کردند و افرادی که در داخل ایکه‌دایا کشته شدند عبارتند از: اوتاکا ماتاجیرو، میابه تیزو، یوشیدا توشیمارو و فوکوئوکا یوجیرو. در دوره میجی از این کشته‌شدگان به عنوان «هفت شهید شیشی» نام برده می‌شد.

## عواقب
پس از این حادثه، اطراف ایکه‌دایا شلوغ بود. بسیاری از پیام رسانان اربابان برای پرستاری از مجروحان برای به عمارت چوشو رفتند. صبح روز بعد، خانه ساکاموتو ریوما مورد حمله قرار گرفت. شینسنگومی با قلمروی آیزو به شکار جنگجویان بازمانده ادامه داد. آنها تمام شب را برای شکار بیدار ماندند و ظهر دوباره به پادگان بازگشتند. لباس‌هایشان آغشته به خون بود. در مجموع هشت شیشی کشته و بیست و سه نفر دستگیر شدند که برخی از آنان اعدام شدند، خانواده و بستگان «ایکه‌دایا سوبو» صاحب مسافرخانه نیز دستگیر شدند، شینسنگومی تنها یک عضو را در این حادثه از دست داد، هر چند دو عضو دیگر بعداً بر اثر جراحات جان خود را از دست دادند. از جمله مجروحان شینسنگومی این نبرد ناگاکورا شینپاچی و تودو هیسوکه بودند. اجساد را به معبد سانریوکوجی فرستادند. چند روز بعد از خدمتکار ایکه‌دایا خواسته شد تا اجساد را بررسی کرده و آنها را شناسایی کند. فوروتاکا مدت کوتاهی پس از این واقعه در زندان کشته شد. کیدو تاکایوشی (کاتسورا) پس از این حادثه دیگر به عمارت چوشو برنگشت. وی معتقد بود که این حادثه به این دلیل اتفاق افتاده است که برخی از افراد قلمروی چوشو جلسات مخفیانه در ایکه‌دایا را برای شوگون‌سالاری فاش کردند. او می‌ترسید که راز او توسط برخی از افراد قلمروی چوشو فاش شود. این واقعه برای همه روشن ساخت که شینسنگومی نیرویی قدرتمند در کیوتو است که طرفداران سوننو جوئی یا شیشی‌ها از آن واهمه دارند. همچنین، این حادثه توانایی جمع‌آوری اطلاعات، توانایی کارآگاهی و توانایی جنگی شینسنگومی را ثابت کرد. قلمروی آیزو از شینسنگومی ستایش کرد و حدود ۵۰۰ ریو (سکه طلا) جایزه داد، و دربار امپراتوری نیز حدود ۱۰۰ ریو (سکه طلا) به شینسنگومی داد.

## در داستان
حادثه ایکه‌دایا نقطه اصلی مجموعه مانگا، مصلح کوروگانه و نسخه انیمه آن، مصلح کوروگانه است.
اووی‌ای روروئونی کنشین: اعتماد و خیانت، در مورد اصلاحات میجی است و تصاویری از واقعه حادثه ایکه‌دایا دارد. تصاویر مختلفی از رویداد حادثه ایکه‌دایا نیز در مانگای رورونی کنشین و انیمه رورونی کنشین به تصویر درآمده است.
در جلد ۶ مانگای کازه هیکارو، حادثه ایکه‌دایا اصلی‌ترین رویداد است.
حادثه ایکه‌دایا همچنین در قسمت‌های ۲ و ۳ سریال انیمیشن هاکوئوکی به داستان درآمده است.
در بازی شرکت اس.ان.کی. آخرین تیغه شخصیتی به نام «واشیسوکه کیچیرو»، عضوی از شین‌سن‌گومی است که در پایان زندگی خود برای «تحقیق» به این مسافرخانه ارسال می‌شود.
در سال ۲۰۰۴ مجموعه تلویزیونی تایگا شین سن گومی (مجموعه تلویزیونی تایگا) حادثه ایکه‌دایا در قسمت ۲۸ به نمایش در می‌آید.
حادثهٔ ایکه‌دایا در مجموعه‌های انیمیشن توئوکن رانبو: هانامارو قسمت‌های ۱، ۱۱ و ۱۲ حضور دارد.

## لیست اعضای شینسنگومی
گروه کوندو ایسامی (۱۰ نفر)
- کوندو ایسامی
- اوکیتا سوجی
- ناگاکورا شینپاچی
- تودو هیسوکه
- تانی مان‌تارو
- آسانو توتارو
- تاکدا کانریوسای
- اوکوزاوا ایسوکه
- ندو هایاتارو
- نیتا کاکوزامون

گروه هیجی‌کاتا (۲۴ نفر)
- هیجی‌کاتا توشیزو
- اینواوئه گنزابورو
- هارادا سانئوسوکه
- سایتو هاجیمه
- ساسازوکا مینزی
- هایاشی شینتارو
- شیمادا کای
- کاواشیما کاتسوجی
- کاتسورایاما تاکه‌ها جیرو
- تانی سن جری
- میشینا توجی
- آریدوشی کانگو
- ماتسوبارا توجی
- ایکی هچیرو
- ناکامورا کینگو
- اوزه‌کی یاشیرو
- شوکوئین ریوزی
- ساساکی کورانوسوکه
- کاوای کیسابورو
- ساکای هیوگو
- کیوچی مینتا
- ماتسوموتو کیجیرو
- تاکه‌ئوچی گنتارو
- کوندو شوهی